# Exofoor
Een exofoor is in de pragmatiek een taalelement dat verwijst naar iets extralinguïstisch, dat wil zeggen naar iets wat niet binnen dezelfde tekst genoemd wordt maar wel bijvoorbeeld binnen het gezichtsveld van de spreker ligt. Een exoforisch element is dus niet bevorderlijk voor de cohesie binnen een tekst, terwijl het over het algemeen wel de coherentie bevordert. Exoforen zijn het tegenovergestelde van
endoforen.
Exoforen zijn vaak deiktische elementen, in het bijzonder de aanwijzende voornaamwoorden. Een voorbeeld is het aanwijzend voornaamwoord die in het volgende zinspaar:
1. Hier ligt te veel. 2. Er moet opgeruimd worden. 3. Schuif die stoel eens aan de kant.
In de rest van de tekst wordt nergens over een stoel gesproken, maar toch maakt deze overduidelijk deel uit van de tijd-ruimtesituatie waarin de spreker zich bevindt. Daarom zijn er geen andere verwijzende elementen nodig.

## Homofoor
Een homofoor is een speciaal type exofoor dat ook verwijst naar iets wat niet nader is bepaald, maar waar niettemin geen vragen over kunnen bestaan omdat het om iets gaat dat nauw verbonden is met de bijbehorende cultuur of er deel van uitmaakt. Dit gebruik hangt samen met andere verschijnselen zoals pregnantie. Een voorbeeld is iemand die in Nederland woont en het alleen heeft over "de koningin". Het zal dan voor iedereen meteen duidelijk zijn dat hiermee koningin Beatrix bedoeld wordt en niet bijvoorbeeld Elizabeth II van het Verenigd Koninkrijk.